# Gabriel Romanus

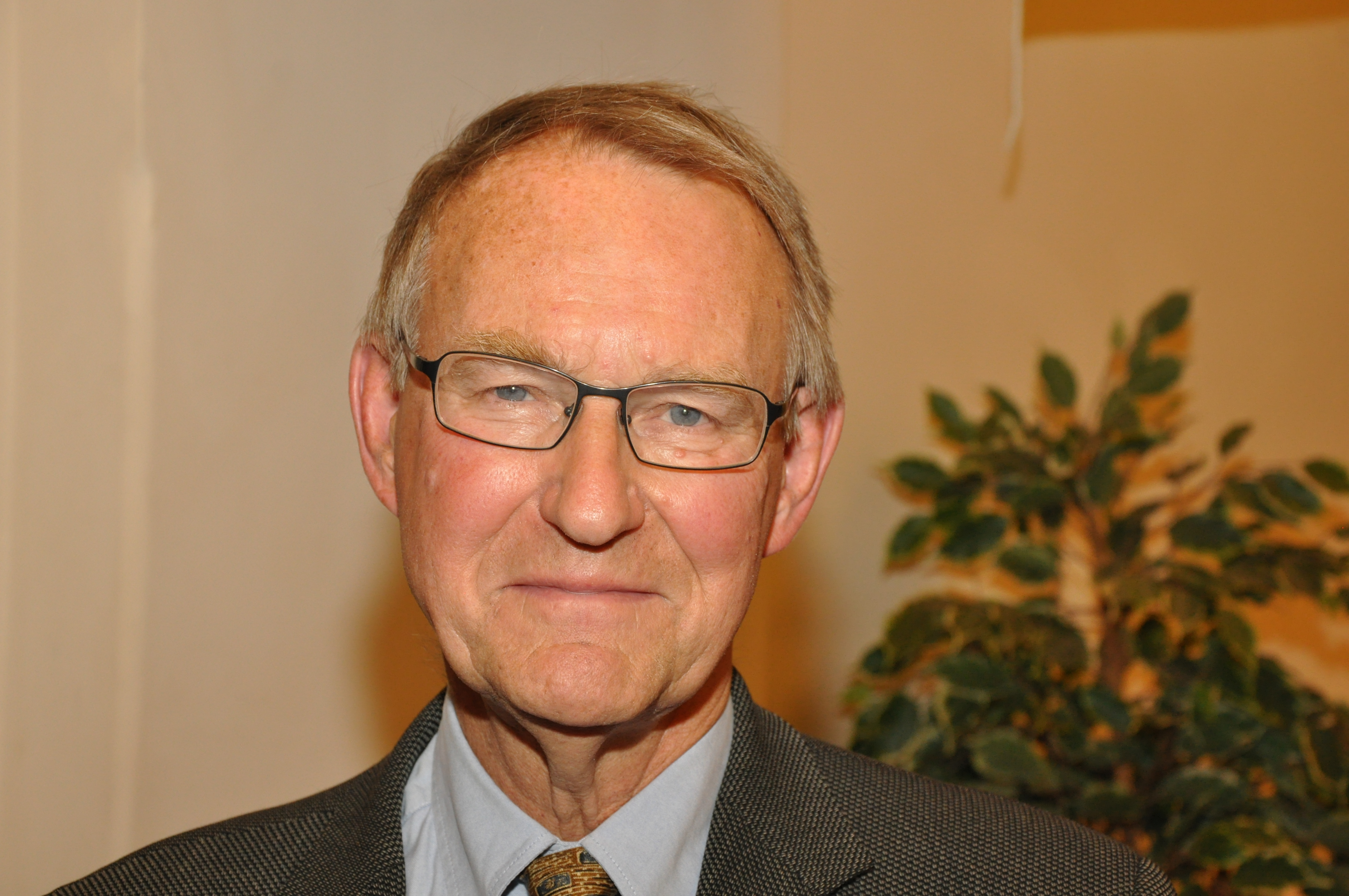
Gabriel Romanus (2011)

Lars Gabriel Romanus (* 25. Januar 1939 in Helsingborg) ist ein schwedischer Politiker der Folkpartiet liberalerna (Volkspartei Die Liberalen).
Romanus war Sozialminister von 1978 bis 1979 und Abgeordneter im Schwedischen Reichstag von 1969 bis 1982 und von 2002 bis 2006. Er war Sprecher der schwedischen Delegation im Nordischen Rat und des Schwedischen Kinderbuchinstituts. Präsident des Nordischen Rats war er im Jahr 2004. Als Sozialminister gehörte er der Regierung gleichzeitig mit seinem Onkel an, dem Justizminister Sven Romanus.
Gabriel Romanus war Vorstandsvorsitzender des Systembolagets von 1982 bis 1999. Lange Jahre wirkte er auf eine restriktive Alkoholpolitik Schwedens hin.